# Kang Ji-hwan
Kang Ji-hwan (강지환) (sinh ngày 20 tháng 3 năm 1977) là một nam diễn viên người Hàn Quốc.

## Phim tham gia

### Phim truyền hình
| Năm  | Phim                         | Vai diễn          | Ghi chú   |
| ---- | ---------------------------- | ----------------- | --------- |
| 2003 | Summer Scent                 | Chồng của Jung-ah | KBS2      |
| 2003 | Nonstop 4                    |                   | MBC       |
| 2004 | More Beautiful Than a Flower |                   | KBS2      |
| 2004 | Youth! Fly To The Sky        |                   | KBS2      |
| 2004 | If You Only Knew             | Suh In-woo        | KBS2      |
| 2004 | Save the Last Dance for Me   | Shin Jung-kyu     | SBS       |
| 2005 | Be Strong, Geum-soon!        | Goo Jae-hee       | MBC       |
| 2006 | Exhibition of Fireworks      | Na In-jae         | MBC       |
| 2006 | 90 Days, Time to Love        | Hyun Ji-seok      | MBC       |
| 2007 | Capital Scandal              | Wan Sun-woo       | KBS2      |
| 2008 | Hong Gil-dong                | Hong Gil-dong     | KBS2      |
| 2010 | Coffee House                 | Lee Jin-soo       | SBS       |
| 2011 | Lie to Me                    | Hyun Ki-joon      | SBS       |
| 2013 | Incarnation of Money         | Lee Cha-don       | SBS       |
| 2014 | Big Man                      | Kim Ji-hyeok      | KBS2      |
| 2016 | Lật mặt tử thù               | Kang Gi Tan       | MBC       |
| 2019 | Sống sót thời Joseon         | Han Jung Rok      | TV Chosun |

### Phim điện ảnh
| Năm  | Phim                                | Vai diễn      | Ghi chú |
| ---- | ----------------------------------- | ------------- | ------- |
| 2005 | Host and Guest                      | Gye-sang      |         |
| 2008 | Rough Cut                           | Jang Su-ta    |         |
| 2009 | My Girlfriend Is an Agent           | Lee Jae-joon  |         |
| 2009 | The Relation of Face, Mind and Love | Kang Tae-pung |         |
| 2012 | Runway Cop                          | Cha Chul-soo  |         |